# Канадские федеральные выборы (1953)
Канадские федеральные выборы 1953 года состоялись в Канаде 10 августа 1953 года. В результате было выбрано 265 членов 22-го парламента страны. Выиграла выборы либеральная партия во главе с Луи Сен-Лораном. Официальной оппозицией стала прогрессивно-консервативная партия.

## Результаты
В результате выборов в парламент страны прошли Либеральная партия Канады, Прогрессивно-консервативная партия Канады, Федерация объединённого содружества и партия социального кредита Канады. Участвовали в выборах но не смогли сформировать фракцию в палате общин следующие партии: либералы-лейбористы, либералы-прогрессисты, лейбористы-прогрессисты, националисты, христианские лейбористы, locataire, антикоммунисты, социалисты-лейбористы.
В пятый раз подряд выборы выиграла либеральная партия, которая получила 169 мест и сформировала правительство большинства. Вместе с тем, партия потеряла ряд мест. 51 место досталось прогрессивно-консервативной партии, возглавляемой бывшим премьер-министром Онтарио Джорджем Александром Дрю.